# Temnochila yuccae
Temnochila yuccae là một loài bọ cánh cứng trong họ Trogossitidae. Loài này được Crotch miêu tả khoa học năm 1874.